# Verzakers
De Verzakers zijn een fictieve groep van 13 mensen uit de boekencyclus Het Rad des Tijds van de schrijver Robert Jordan.
De Verzakers zijn de sterkste geleiders uit de Eeuw der Legenden die zich bij de Duistere hebben aangesloten. Hun is extra kracht gegeven door de Duistere zelf opdat ze boven ieder ander zouden staan. Ook is hun onsterfelijkheid gegeven waardoor ze zich ook wel de Uitverkorenen noemen.
Hoewel er meerdere Aes Sedai naar De Duistere overliepen, was geen van hen in kracht gelijk aan onderstaande 13 Verzakers. Naast het proberen de Duistere aan de macht te krijgen, bestrijden ze ook elkaar om zo uiteindelijk Nae'blis te worden. Alle 13 verzakers werden tijdens een tegenaanval van Lews Therin en zijn 100 gezellen gekerkerd in de Bres bij Shayol Ghul. Met de nadering van Tarmon Gai`don zijn ze echter ontsnapt aan de zegels die hun kerkering zou moeten garanderen.

## Mannelijke Verzakers
- Ishamael
- Aginor
- Balthamel
- Sammael
- Rahvin
- Be'lal
- Asmodean
- Demandred

## Vrouwelijke Verzakers
- Lanfir
- Graendal
- Semirhage
- Mesaana
- Moghedien

## Wedergeboren Verzakers.
- Osan'gar (= Aginor)
- Aran'gar (= Balthamel)
- Moridin (= Ishamael)
- Cyndane (= Lanfir)